# Орлик (Полтавская область)
Орлик (укр. Орлик) — село в Полтавском районе Полтавской области Украины.
Код КОАТУУ — 5321885701. Население по переписи 2001 года составляло 1754 человека.

## Географическое положение
Село Орлик находится на левом берегу дельты реки Ворскла в месте, где она впадает в Каменское водохранилище, выше по течению на расстоянии в 5 км расположено село Шевченки.

## История
- Село возникло после создания Каменского водохранилища (1963—65 гг.), которое затопило село Старый Орлик.
- В 1941 году на территории села находилось поселение Еременки[2] образованое после 1912 года из хуторов: Яременков, Калиносов[3] и Головков[4]

## Экономика
- Новоорликское лесничество Кременчугского Гослесхоза.
- Гранитный карьер.
- База отдыха «ДЭВЗ».
- Охотбаза Каменского УОР.
- Охотбаза Кобелякского УОР.
- Орликское СПО.

## Объекты социальной сферы
- Школа.
- Орликская медамбулатория.
- Стадион ФК «Орлик».
- Орликский краеведческий музей.

## Известные люди
- Ткач, Дмитрий Васильевич (1912—1993) — украинский советский писатель, родился в селе Орлик.
- Климович, Пётр Титович (1855—1920) — министр финансов УНР.